# Western Michigan University Women's Volleyball
La Western Michigan University Women's Volleyball è la squadra pallavolo femminile appartenente alla Western Michigan University, con sede a Kalamazoo (Michigan): milita nella Mid-American Conference della NCAA Division I.

## Storia
Il programma di pallavolo femminile della Western Michigan University viene fondato nel 1975 e affiliato alla AIAW Division I. Dal 1980 fa parte della Mid-American Conference, che dall'anno seguente diventa una conference di NCAA Division I. Nel corso degli anni conquista 11 titoli di conference, mentre in post-season si spinge fino alle Elite Eight. 

## Record
| Piazzamento          |    | Edizione                                                                                           |
| -------------------- | -- | -------------------------------------------------------------------------------------------------- |
| Tornei NCAA          | 14 | Elite Eight: 1 1983                                                                                |
| Tornei NCAA          | 14 | Sweet Sixteen: 4 1984, 1986, 1987, 2008                                                            |
| Tornei NCAA          | 14 | Secondo turno: 1 2023                                                                              |
| Tornei NCAA          | 14 | Primo turno: 8 1982, 1985, 1988, 1989, 2000, 2011, 2014, 2024                                      |
| Titoli di conference | 12 | Mid-American Conference: 12 1982, 1983, 1984, 1985, 1986, 1987, 1988, 1989, 2000, 2014, 2023, 2024 |

## Conference
- Mid-American Conference: 1980-

## All-America

### First Team
- Jackie Backus (1983)

### Second Team
- Sarah Powers (1985)

## Allenatori
- Ruth Ann Meyer: 1975
- Janet Williams: 1976
- Thelma Horn: 1977
- Rob Buck: 1978-1993
- Teresa Knoechel: 1993
- Cathy George: 1994-2004
- Colleen Munson: 2009-